# Vanah Yami
Yvonne Josephte Thomas dite Vanah Yami, née à Ivry-sur-Seine le 14 juin 1900 et morte à Antibes le 11 janvier 1985, est une danseuse et actrice française.

## Biographie
Fille d'un industriel parisien, Yvonne Thomas fit d'abord une carrière de danseuse orientale sous le nom de Vanah Yami avant d'apparaître à l'écran dans quatre films français de fiction entre 1931 et 1935.
Elle abandonnera définitivement la scène en 1936 après son mariage avec Jacques Fischbacher, fils du libraire-éditeur de la rue de Seine Charles Fischbacher.

## Music-hall
- 1923 : Les Vierges du Nil, opérette de Max Eddy et Maurice Rumac, musique de Victor Soulaire, à La Cigale (24 novembre)[10]
- 1923 : Montre-moi ton coquelicot !, grande revue en 2 actes et 30 tableaux d'Alfred Gragnon et Michel Carré, au Concert de la Cigale (15 décembre)[11]
- 1924 : Danses cambodgiennes et arabes, au Moulin de la Chanson (17 juin)[12]
- 1924 : Vive la femme !, revue en 2 actes et 45 tableaux de Léo Lelièvre, Henri Varna et Fernand Rouvray, au Palace (octobre)
- 1926 : La Revue de la danse, à l'Olympia (avril)
- 1932 : Gala de la Ligue nationale contre le cancer, à la Salle Pleyel (30 mai)
- 1933 : Gala de la presse du cirque et du music-hall, au Cirque Amar, esplanade des Invalides (20 mai)[13]
- 1934 : Au pays des femmes nues, opérette légère en 3 actes de Jean Conti et Fred Rolland, musique de Francesco Gabutti, au Pavillon (janvier)[14]
- 1934 : 12e gala de l'Union des Artistes, au Cirque d'Hiver (5 mars)
- 1935 : 1er gala du Syndicat des journalistes algériens, au Colisée d'Alger (18 janvier)[15]
- 1935 : Le Bain des sultanes, revue de Jean Le Seyeux, au Lido (17 mai)
- 1935 : Les Amours de Casanova, revue à grand spectacle de Robert Quinault, au Lido (septembre)[16]

## Théâtre
- 1924 : La Danseuse aux crotales, ballet hindou de Paul Fiévet, au théâtre de la Gaîté-Lyrique (1er mars)
- 1924 : Le Paravent de laque aux cinq images, ballet japonais de Georges Migot, au théâtre de la Gaîté-Lyrique (15 mars)
- 1924 : La Tragédie de Salomé, ballet en 2 actes de Florent Schmitt , au théâtre de la Gaîté-Lyrique (15 mars)
- 1926 : Antar, drame lyrique en 4 actes de Chekri Ganem, musique de Gabriel Dupont, au théâtre de l'Odéon (14 avril)
- 1929 : Gala de musique et de danse au bénéfice de l'Association générale des Mutilés, au théâtre des Champs-Élysées (13 mars)[17]
- 1929 : Le Bal des Nations, à l'Opéra de Paris (avril)[18]
- 1929 : Mes filles et moi, opérette de Louis Verneuil, musique de Charles Cuvillier, au théâtre Marigny (octobre)
- 1934 : La Chanson de Fortunio, opéra-comique en 1 acte de Ludovic Halévy et Hector Crémieux, musique de Jacques Offenbach, au Cercle de l'Union interalliée (1er février)[19]
- 1934 : Oh ! Parle m'en !, revue en 2 actes de Rip, au théâtre Michel (septembre)

## Filmographie
- 1928 : Études cinégraphiques sur trois danses hindoues de Vanah Yami, documentaire d'Alberto Cavalcanti [20],[21],[22]
- 1929 : Vanah Yami, documentaire d'Alberto Cavalcanti [23]
- 1931 : Je serai seule après minuit de Jacques de Baroncelli : la bonne
- 1932 : Le Dernier Choc / Brumes[24] / Océan, de Jacques de Baroncelli : Arlette
- 1932 : Gitanes de Jacques de Baroncelli : Marfa[25]
- 1935 : Golgotha de Julien Duvivier : Marie Madeleine

### Projet de film non réalisé
- 1927 : Paris, sous l'oeil des métèques, de Julien Duvivier : Radah-Siva[26],[27]

## Iconographie
Photographie
- Le photographe Boris Lipnitzki a fait au milieu des années 1920 une série de photographies de Vanah Yami qui ont été diffusées en cartes postales (Danse bédouine, Danse japonaise ...).
- Le photographe du journal Comoedia diffusa également des portraits de l'artiste (série Nos artistes dans leur loge).

Sculpture
- Le sculpteur Pierre Vigoureux a exécuté une statue de la danseuse en mai 1925[28] (localisation actuelle inconnue).
- La sculptrice d'origine russe Anna Séménoff présenta un buste de Ramah Yami à la galerie de la Renaissance à Paris en janvier 1929[29],[30] (localisation actuelle inconnue).

Peinture
- Le peintre Pierre Ségogne est l'auteur d'un portrait de la danseuse en costume siamois qui a été imprimée en offset par la Publicité Stella à Paris vers 1925.
- Le peintre suisse Stéphanie Guerzoni a exposé en janvier 1931 à la galerie Barreiro, une toile représentant Ramah Yami allongée nue sous un parasol[31] (localisation actuelle inconnue).